# Маршалска Острва на Олимпијским играма
Олимпијски комитет Маршалских Острва примљен је за члана Међународног олимпијског комитета 2007, тако да су своје прво учешће остварила на Летњим олимпијским играма 2008. у Пекингу.
Спортисти Маршалских Острва нису до данас учествовали на Зимским олимпијским играма.
Маршалска Острва налазе се у групи Националних олипијских комитета који нису освајали олимпијске медаље.

## Медаље

### Учешће и освојене медаље на ЛОИ
| Учешће и освојене медаље Маршалских Острва на ЛОИ |                     |        |      |      |       |       |        |        |        |         |
| ЛОИ                                               | Носилац заставе     | Учешће | Муш. | Жене | спорт | Злато | Сребро | Бронза | Укупно | Пласман |
| 2008. Пекинг                                      | Вејлон Милер        | 5      | 3    | 2    | 3     | 0     | 0      | 0      | 0      |         |
| 2012. Лондон                                      | Хејли Немра         | 4      | 2    | 2    | 2     | 0     | 0      | 0      | 0      |         |
| 2016. Рио де Жанеиро                              | Матлин Сасер        | 5      | 2    | 3    | 3     | 0     | 0      | 0      | 0      |         |
| 2020. Токио                                       |                     |        |      |      |       |       |        |        |        |         |
| 2024. Париз                                       |                     |        |      |      |       |       |        |        |        |         |
| 2028. Лос Анђелес                                 | предстојећи догађај |        |      |      |       |       |        |        |        |         |
| 2032. Бризбејн                                    | предстојећи догађај |        |      |      |       |       |        |        |        |         |
| Укупно (3)                                        |                     | 14     | 7    | 7    |       | 0     | 0      | 0      | 0      |         |

### Преглед учешћа спортиста и освајача медаља по спортовима на ЛОИ
Стање после ЛОИ 2012.
| Спорт      | Период | Период   | Укупно | Мушки | Жене |   |   |   |   |
| Спорт      | Прво   | Последње | Укупно | Мушки | Жене |   |   |   |   |
| ---------- | ------ | -------- | ------ | ----- | ---- | - | - | - | - |
| Атлетика   | 2008   | 2012     | 3      | 2     | 1    | 0 | 0 | 0 | 0 |
| Пливање    | 2008.  | 2012.    | 4      | 2     | 2    | 0 | 0 | 0 | 0 |
| Теквондо   | 2008.  | 2008.    | 1      | 1     | 0    | 0 | 0 | 0 | 0 |
| Укупно (3) |        |          | 8      | 5     | 3    | 0 | 1 | 0 | 1 |

Разлика у горње две табеле за једну учесницу настала је у овој табели јер је сваки спотиста без обриза колико је пута учествовао на играма и у колико разних спортова на истим играма рачунат само једном

## Занимљивости
- Најмлађи учесник: Ен Мари Хеплер, 16 година и 118 дана Лондон 2012. пливање
- Најстарији учесник: Роман Крес, 31 година и 14 дана Пекинг 2008. атлетика
- Највише учешћа: 2 Хејли Немра (2008. и 2012)
- Највише медаља: -
- Прва медаља: -
- Прво злато: -
- Најбољи пласман на ЛОИ: -
- Најбољи пласман на ЗОИ: -